# 陰門陣
陰門陣，或稱婚人厭炮，是中國人迷信可用婦女陰部、月經、尿糞、衣褲等陰穢物來使槍砲、法術失靈的厭勝之術，並認為能以陰陽之法化解的是用男人陽具、陰毛等陽汙物的陽門陣。

## 歷史
中國的古人將火砲當作有靈性的雄性物，加上女性穢物自古被視為具厭勝作用，兩項結合遂產生了陰門陣。此術於明清战场上，不論是官史、野史皆有記錄；不論是官軍、民軍皆有使用；不論是高官、民眾皆有信者。

### 明朝
播州之役，有少數民族婦女脫衣揮舞簸箕嘗試讓明軍火砲射不中，方以智在他的學術作品《物理小識》也收錄此說。
明末民變，崇祯九年，張獻忠軍攻擊李覺斯、劉大鞏守的滁州，姦殺村落數百名女性後，將她們砍頭，屍體倒插於地並曝露下體，相信可使官軍火炮失靈。守軍慘不忍睹，奇怪的是火炮也故障，李覺斯就取數百桶便桶來擺，炮擊回復正常後，認為是這樣作才破解了陰門陣。
崇禎十四年，李自成軍攻汴梁時，將數百名婦女倒插入土暴露下體，火炮就巧合也發生問題，守軍陳永福遂令士兵不穿衣服點炮，另一說是用約同樣數量的裸體僧侶作陽門陣反擊。後來民軍就常用陰門陣。

### 清朝
軍機處檔案《東案檔》記載在王倫起事中，官民兩方皆用法術鬥法，有多個迷信離奇的口供，如清軍叫妓女脫衣露陰，認為才因此打中王倫之弟；如清軍將死者的陽具放在火炮上，發炮擊落善於閃避火砲的烏三娘。屠紳的小說〈萬人塚〉描寫清軍將男人陰毛裝入炮身打出，破解民軍的陰門陣；然後民軍反過來用陽門陣找少年裸體對城內射弩，清軍就找妓女露陰擺陰門陣，老陰勝少陽，民軍裸男就被打敗。平定後，舒赫德上奏乾隆皇帝，說葉信用女人與黑狗血破邪術。
林爽文事件，傷亡慘重的林爽文軍想叫婦女在戰場露下體來讓清軍槍砲失靈，但還未開始就被抓。乾隆皇深覺可笑，認為這表示叛軍已無辦法才用這招，責罵任承恩懼戰。
第一次鴉片戰爭，楊芳奉命到廣東作戰，至佛山受到民眾熱烈歡迎。楊芳進入城中就大發議論說，洋人的火炮在海洋中能打中陸地的我軍，必定是善用邪術的人在船內；於是像李覺斯一樣到處收集婦女用的馬桶，想要藉此破邪。失敗後，楊芳被以「糞桶尚言施妙計，穢聲長播粵城中。」、「楊參贊廣收馬桶。」等詩作、對聯嘲笑。
太平軍也有使用陰門陣，何文慶強迫婦女在江邊裸體執旗來厭炮。清軍在颍上县守城時，有數十名簪符、穿紅裳的孕婦對城門拜，嘗試讓圍城的太平軍槍火失靈。魯迅在〈阿長與山海經〉，回忆保姆阿长曾說：「城外有兵來攻的時候，長毛就叫我們脫下褲子，一排一排地站在城牆上，外面的大炮就放不出來，再要放，就炸了。」
同治陕甘回变，徐占彪攻打肅州，回民也使用陰門陣抵抗。
義和團運動，徐桐對翰林們講可用陰門陣作戰，跟宗室壽富、傅夢岩等官員一樣幻想樊国梁等洋人也會這類法術。民間也傳聞洋人找裸女騎在大炮、站於高樓上，洋人擁有陰毛編成的指揮旗、女陰制作的傘、人皮製作塗汙血的大炮等魔法武器，西什库天主堂又被塗抹月經、掛上女人皮等防禦設備，所以拳民的神打才會失靈、無法攻陷天主堂等洋人據點。為此，義和團禁止婦女出門，違反就殺害，不知殺死多少人。該團還殺害天津一名米店鋪掌，稱該人提供妓女的月經布給聶士成軍隊纏繞頸部，造成拳民在落垡被聶軍打敗。紅燈照則認為只有她們才不怕洋人的陰門陣。至於啟秀則似明末的陳永福去找和尚，向載漪、載勛獻策一名五臺山老和尚可攻破西什库天主堂，很有信心必勝，聽到的人都在偷笑，不過慈禧太后也想找和尚這樣作。當該名老和尚到後，自稱關公降乩附身，角色扮演成民俗形象中的關公，拿著關刀、《春秋》，騎著類似赤兔馬的紅馬，進攻教堂，不料即刻陣亡，馬倒是逃回了，啟秀不久也被八國聯軍的日軍俘虜。

### 民國
民國初年的柴小梵在《梵天廬叢錄》斥流傳甚廣的陰門陣為邪說，對當時還有信這套的人表示擔憂。

## 延伸阅读
- 女體與戰爭－明清厭砲之術「陰門陣」再探 （页面存档备份，存于）
- 「陰門陣」新論--明清身體的文化小史

## 外部連結
- 三岡識略 （页面存档备份，存于）